# Campionato centroamericano e caraibico di calcio 1946
Il Campionato centroamericano e caraibico di calcio 1946 (CCCF Championship 1946) fu la terza edizione della competizione calcistica per nazione organizzata dalla CCCF. La competizione si svolse in Costa Rica dal 23 febbraio al 13 marzo 1946 e vide la partecipazione di sei squadre: Costa Rica, El Salvador, Guatemala, Honduras, Nicaragua e Panama.
La manifestazione fu vinta in casa dalla Costa Rica, guidata dal tecnico Hernán Bolaños; per la selezione si tratta del secondo titolo (il primo era stato vinto nella prima edizione, del 1941).
La CCCF organizzò questa competizione dal 1941 al 1961, anno in cui la CCCF si unì con la NAFC per formare la CONCACAF che istituì il Campionato CONCACAF a partire dal 1963.

## Formula
- Qualificazioni

Nessuna fase di qualificazione. Le squadre sono qualificate direttamente alla fase finale.
- Fase finale

Girone unico - 6 squadre: giocano partite di sola andata. La prima classificata si laurea campione CCCF.

## Stadi
| San José                       | San José |
| Estadio Nacional de Costa Rica | San José |
| Capienza: 25.000               | San José |
|                                | San José |

## Squadre partecipanti
| Pr. | Squadra     | Data di qualificazione certa | Partecipante in quanto | Partecipazioni precedenti al torneo | Ultima presenza  |
| --- | ----------- | ---------------------------- | ---------------------- | ----------------------------------- | ---------------- |
| 1   | Costa Rica  | -                            | Qualificata di diritto | 2 (1941, 1943)                      | El Salvador 1943 |
| 2   | El Salvador | -                            | Qualificata di diritto | 2 (1941, 1943)                      | El Salvador 1943 |
| 3   | Nicaragua   | -                            | Qualificata di diritto | 2 (1941, 1943)                      | El Salvador 1943 |
| 4   | Guatemala   | -                            | Qualificata di diritto | 1 (1943)                            | El Salvador 1943 |
| 5   | Panama      | -                            | Qualificata di diritto | 1 (1941)                            | Costa Rica 1941  |
| 6   | Honduras    | -                            | Qualificata di diritto | -                                   | Esordiente       |

Nella sezione "partecipazioni precedenti al torneo", le date in grassetto indicano che la nazione ha vinto quella edizione del torneo, mentre le date in corsivo indicano la nazione ospitante.

## Fase finale

### Girone unico

#### Classifica
| Pos | Squadra     | P.ti | G | V | N | P | GF | GS | DR  |
| --- | ----------- | ---- | - | - | - | - | -- | -- | --- |
| 1   | Costa Rica  | 8    | 5 | 4 | 0 | 1 | 24 | 6  | +18 |
| 2   | Guatemala   | 7    | 5 | 3 | 1 | 1 | 20 | 10 | +10 |
| 3   | El Salvador | 6    | 5 | 3 | 0 | 2 | 15 | 11 | +4  |
| 4   | Honduras    | 4    | 5 | 2 | 0 | 3 | 17 | 12 | +5  |
| 5   | Panama      | 3    | 5 | 1 | 1 | 3 | 5  | 16 | -11 |
| 6   | Nicaragua   | 2    | 5 | 1 | 0 | 4 | 5  | 31 | -26 |

#### Risultati
| San José 23 febbraio 1946 | Guatemala | 3 – 1 | El Salvador | Estadio Nacional de Costa Rica |

| San José 23 febbraio 1946 | Panama | 1 – 0 | Honduras | Estadio Nacional de Costa Rica |

| San José 24 febbraio 1946 | Costa Rica | 7 – 1 | Nicaragua | Estadio Nacional de Costa Rica |

| San José 26 febbraio 1946 | Costa Rica | 7 – 0 | Panama | Estadio Nacional de Costa Rica |

| San José 28 febbraio 1946 | Honduras | 5 – 3 | Guatemala | Estadio Nacional de Costa Rica |

| San José 28 febbraio 1946 | El Salvador | 7 – 2 | Nicaragua | Estadio Nacional de Costa Rica |

| San José 7 marzo 1946 | Costa Rica | 5 – 1 | Honduras | Estadio Nacional de Costa Rica |

| San José 7 marzo 1946 | Panama | 1 – 4 | El Salvador | Estadio Nacional de Costa Rica |

| San José 7 marzo 1946 | Guatemala | 7 – 0 | Nicaragua | Estadio Nacional de Costa Rica |

| San José 10 marzo 1946 | Honduras | 1 – 3 | El Salvador | Estadio Nacional de Costa Rica |

| San José 10 marzo 1946 | Panama | 0 – 2 | Nicaragua | Estadio Nacional de Costa Rica |

| San José 10 marzo 1946 | Costa Rica | 1 – 4 | Guatemala | Estadio Nacional de Costa Rica |

| San José 13 marzo 1946 | Panama | 3 – 3 | Guatemala | Estadio Nacional de Costa Rica |

| San José 13 marzo 1946 | Honduras | 10 – 0 | Nicaragua | Estadio Nacional de Costa Rica |

| San José 13 marzo 1946 | Costa Rica | 4 – 0 | El Salvador | Estadio Nacional de Costa Rica |